# Youn Yuh-jung
Youn Yuh-jung (hangul: 윤여정; ur. 19 czerwca 1947) – południowokoreańska aktorka filmowa i telewizyjna. Laureatka m.in. Oscara, nagrody Gildii Aktorów Ekranowych oraz nagrody BAFTA za drugoplanową rolę w filmie Minari (2020).

## Życiorys
Youn Yuh-jung była na pierwszym roku studiów języka koreańskiego i literatury na Uniwersytecie Hanyang, kiedy wygrała przesłuchanie do stacji telewizyjnej. Porzuciła studia i zadebiutowała jako aktorka w 1967 serialu dramatycznym Miseuteo gom. Osiągnęła sławę w 1971 roku dzięki roli femme fatale. Za rolę w swoim pierwszym filmie Hwanyeo (1971), została uznana za najlepszą aktorkę na festiwalu w Sitges. Wkrótce potem zagrała rolę konkubiny Jang Hui-bin w historycznym dramacie o tym samym tytule.
W 1975 roku Youn poślubiła piosenkarza Jo Young-nam i przerwała karierę. Przeprowadzili się do Stanów Zjednoczonych. Jednak w 1984 roku wróciła do Korei Południowej i kontynuowała karierę aktorską.
Kolejnym ważnym momentem w jej karierze był występ w filmie Baramnan Kajok w reżyserii Im Sang-soo z 2003 roku, za który zyskała uznanie krytyków. Gra w nim kobietę, która pozostaje w związkach pozamałżeńskich. Zagrała także w trzech innych filmach Im Sang-soo: Hwang Jin-yi (2007), Hanyeo (2010) i Goryeonghwa Gajok (2013). Zagrała także w serialu Netfliksa Sense8. W 2016 roku zagrała główną rolę w filmie The Bacchus Lady z 2016 roku, którego premiera odbyła się na Berlinale.
W 2020 roku zyskała uznanie krytyków i została nagrodzona za rolę Soon-ja w filmie Minari. Youn Yuh-jung stała się pierwsza koreańską aktorką, która otrzymała Oscara, wygrała także nagrodę Gildii Aktorów Ekranowych oraz BAFTA.

### Życie prywatne
W 1975 roku poślubiła piosenkarza Jo Young-nam, z którym ma dwoje dzieci. W 1987 roku para rozwiodła się.

## Filmografia
- Hwanyeo (1971) - Myeong-ja
- Chungnyeo (1972) - Myeong-ja
- Love and Hatred (kor. 다정다한) (1973)
- Tto Sun Yi, a College Girl (kor. 여대생 또순이) (1973)
- The Day and Night of a Korean-American (kor. 코메리칸의 낮과 밤) (1978)
- Emi (1985) - Hong Kyeong-ae
- Cheonsayeo aknyeoga doera (1990) - Choi Yeo-jeong
- An Experience to Die For (kor. 죽어도 좋은 경험) (1995) - Choi Yeo-jung
- Baramnan Kajok (2003) - Hong Byeong-han
- Ggotpineun bomi omyeon (2004) - matka Hyun-woo
- Geudttae Geusaramdeul (2005) - matka Yoon-hee / narracja epilogu
- Urideului haengbokhan shigan (2006) - siostra Monica
- The Old Garden (kor. 오래된 정원) (2007) - matka Hyun-woo
- Hwang Jin-yi (2007) - staruszka
- Garujigi (2008) - staruszka
- Yeobaeudeul (2009)
- Hahaha (2010) - matka Moon-kyeonga
- Hanyeo (2010) - Byeong-sik
- Pureun Sogeum (2011) - Madame Kang
- List (kor. 리스트) (2011)
- Donui Mat (kor. 돈의 맛) (2012) - Baek Geum-ok
- In Another Country (kor. 다른 나라에서) (2012) - Park Sook
- Behind the Camera (kor. 뒷담화: 감독이 미쳤어요) (2013)
- Goryeonghwa Gajok (2013) - mamo
- Jayuui Eondeok (2014) - Gu-ok
- Jang-su sanghoe (2015) - Im Geum-nim
- Naui Jeolchin Akdangdeul (2015) - Yeo-jung
- Jigeumeun-matgo-geuttaeneun-teullida (2015) - Kang Deok-soo
- Gyechun Halmang (2016) - Gye-choon
- The Bacchus Lady (kor. 죽여주는 여자) (2016) - So-young
- Geugeotmani Nae Sesang (2018) - In-sook
- Chansilineun Bokdo Manji (2019) - babcia
- Jipuragirado Jabgo Sipeun Jibseungdeul (2020) - Soon-ja
- Minari (2020) - Soon-ja
- Hebeun: Haengbokeui Nararo (2020)

## Nagrody
- Nagroda Akademii Filmowej Najlepsza aktorka drugoplanowa: 2020 Minari
- Nagroda BAFTA Najlepsza aktorka drugoplanowa: 2020 Minari
- Nagroda Gildii Aktorów Ekranowych Najlepsza aktorka drugoplanowa: 2020 Minari